# Парсонс, Чарли
Чарльз Эндрю Парсонз (англ. Charles Andrew Parsons; род. 7 августа 1958 года) — британский телепродюсер и журналист, наиболее известный как создатель франшизы «Survivor» («Выживший»). Также создал «The Big Breakfast» («Большой завтрак») и «The Word» («Слово»).

## Биография
Родился 7 августа 1958 года в Великобритании. Получил образование в школе-интернате Тонбридж, независимой школе-интернате в Тонбридже в графстве Кент на юго-востоке Англии, и считает, что жесткий режим школы-интерната, которому он подвергался там в начале 1970-х годов, что в то время было обычным явлением, послужил источником вдохновения для его создания сериала «Survivor». Затем он поступил в Пемброк-колледж Оксфордского университета, где изучал английскую литературу, а затем выучился на журналиста.

## Карьера
В первые дни карьеры Парсонз работал на лондонском телевидении выходного дня в программах, включая Network 7, которая получила награду BAFTA за оригинальность. Стал соучредителем продюсерской компании «Planet 24» вместе с Бобом Гелдофом и его партнером Вахидом Алли. «Planet 24» создала реалити-шоу, включая «The Big Breakfast», «The Word» и «Survivor», которые впервые вышли в эфир в Швеции в 1997 году. В Швеции «Survivor» известен, как «Expedition Robinson» («Экспедиция Робинзон»). В 2001 году вышла российская версия, известная, как «Последний герой».
«Planet 24» была продана «Carlton» в 1999 году, но владельцы сохранили за собой права на «Survivor». Чарли Парсонз в настоящее время является исполнительным продюсером американской версии «Survivor» в 41-м сезоне на CBS.
Парсонз также разработал и поставил шоу для сцены. Парсонс разрабатывает «Runaway Entertainment» вместе с обладателем наград «Оливье» продюсером Тристаном Бейкером. «Girl from the North Country» возвращается после своего бродвейского признания в театр Гилгуд в Лондоне и является одним из многих шоу, разработанных и спродюсированных «Runaway Entertainment».
Также основал «The Great BBC Campaign», созданную для того, чтобы предоставить BBC новый амбициозный мандат, призванный развить успех беспристрастной и независимой вещательной организации.